# 希臘龍骨鱥
希臘龍骨鱥（学名：Tropidophoxinellus spartiaticus）为輻鰭魚綱鯉形目雅羅魚科的其中一種，被IUCN列為易危保育類動物，分布於歐洲希臘，體長可達9.5公分，出現於水量少的低地水流，以無脊椎動物與植物為食，由於污染與棲息地破壞而受威脅。